# スバル・パーク
スバル・パーク（Subaru Park）は、アメリカ合衆国ペンシルベニア州デラウェア郡のチェスターにあるサッカースタジアム。完成当初からMLSフィラデルフィア・ユニオンの本拠スタジアムとして使用されている。2020年以降、命名権はSUBARUが持っている。

## ギャラリー

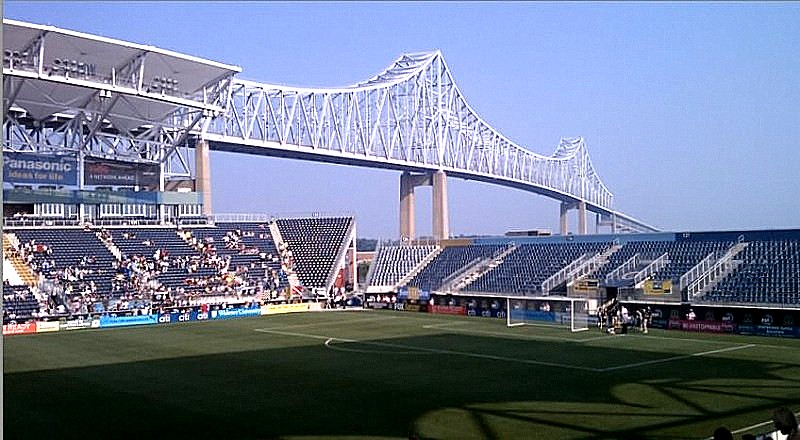
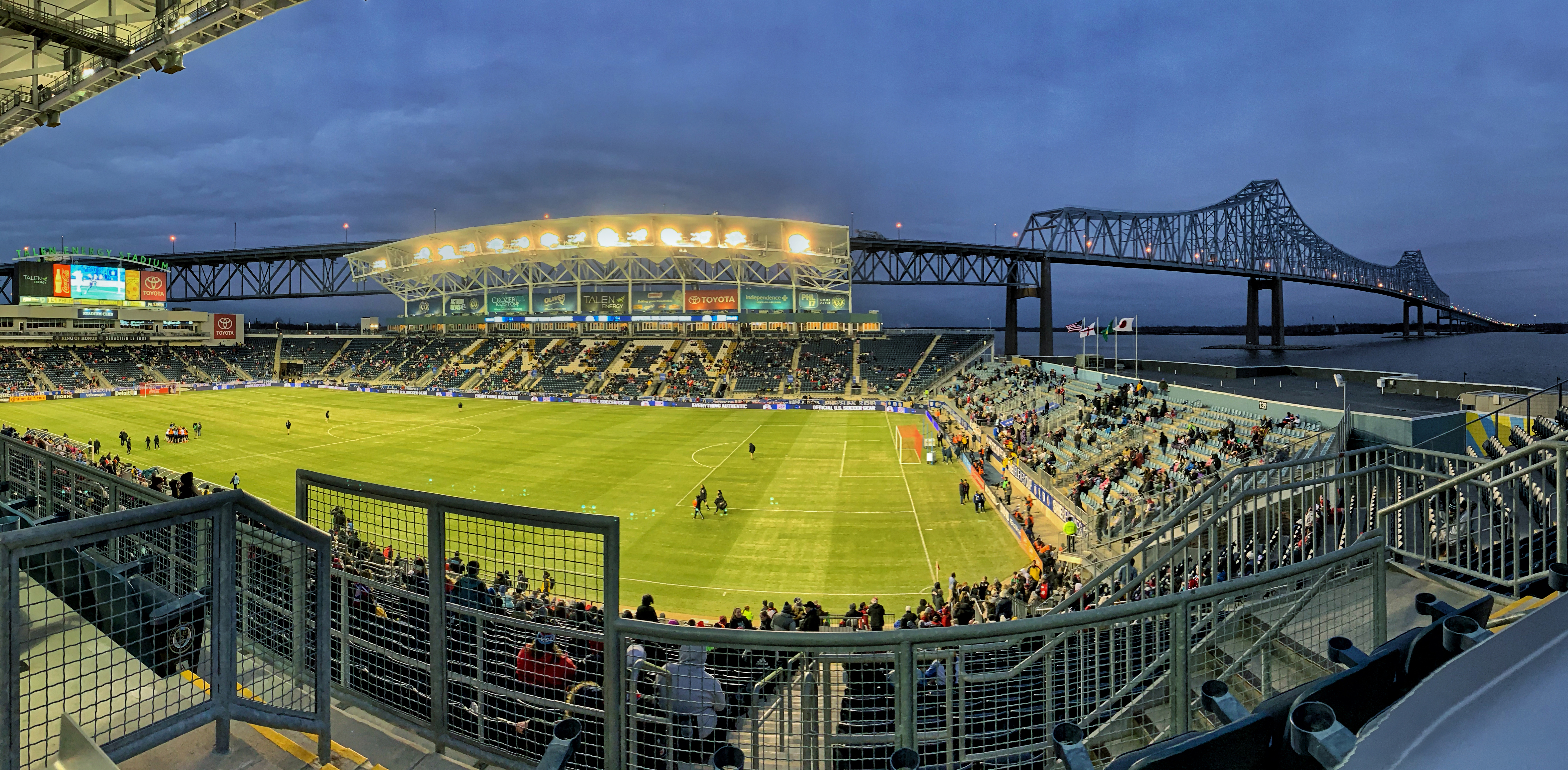